# Pinocchio (film 1911)
Pinocchio è un film del 1911 diretto da Giulio Antamoro.
È il primo adattamento tratto da Le avventure di Pinocchio di Carlo Collodi.
Il personaggio di Pinocchio fu interpretato dall'attore adulto Ferdinand Guillaume (noto anche col nome di Polidor), "in costume da burattino".

## Trama
Il falegname Geppetto fabbrica un burattino che gli faccia compagnia. Appena finisce di costruirlo decide di chiamarlo Pinocchio.
Pinocchio comincia a fare il monello, scappa di casa e viene rincorso da Geppetto. I carabinieri fermano Geppetto mentre Pinocchio torna a casa dove si brucia i piedi. Per fortuna arriva Geppetto che gli rifà i piedi. Ma il burattino continua a fare il monello con i suoi compagni finché finisce dentro una tagliola di un contadino, che lo costringe a fargli da cane da guardia al suo pollaio. Durante la notte due figuracce nere si avvicinano a Pinocchio che comincia ad abbaiare, i due banditi scappano e il contadino libera Pinocchio dal collare. Pinocchio cammina per la strada e rivede i due assassini che lo impiccano alla quercia grande. Poi i due briganti se ne vanno. Arriva la Fata Turchina che salva Pinocchio dall’impiccagione e gli dona delle monete d’oro da portare a Geppetto. Strada facendo Pinocchio incontra il gatto e la volpe che lo convincono a sotterrare le monete nel Campo dei miracoli dove sarebbe cresciuto un albero pieno di zecchini d’oro. I tre si incamminano e arrivano prima alla città di acchiappa-citrulli e poi al Campo dei miracoli dove Pinocchio semina le sue monete. Durante la notte il gatto e la volpe tornano nel Campo, rubano i soldi di Pinocchio e scappano. Il burattino si accorge di essere stato imbrogliato e quando ritrova il gatto e la volpe all’interno di un’osteria scoppia una lite che coinvolge nella confusione tutti gli avventori. Due cani mastini portano Pinocchio in tribunale dove egli denuncia il furto delle monete d’oro. Il Giudice-gorilla paradossalmente lo condanna alla prigione. Pinocchio scappa dalla prigione, si tuffa in mare e, nuotando giunge in vista di una terra dove vive una tribù di indiani. Una balena lo inghiotte. Nella pancia dell’animale Pinocchio ritrova Geppetto. Gli indiani liberano Pinocchio e Geppetto dalla pancia della balena e Pinocchio diventa il capo della tribù. Gli indiani legano Geppetto. Pinocchio scappa e raggiunge dei soldati: sparato da un cannone, torna a casa e vi ritrova ad aspettarlo Geppetto. Poi va a teatro dove conosce dei burattini e durante uno spettacolo il burattinaio Mangiafuoco lo fa prigioniero. Pinocchio riesce a scappare e torna a casa dove abbraccia Geppetto. Pinocchio segue Lucignolo in un posto chiamato "Paese dei Balocchi" dove non ci sono regole e ogni bambino può fare quello che vuole. La mattina dopo Lucignolo e Pinocchio vengono trasformati in asinelli dal cocchiere che li porta a bere ad una vasca piena d'acqua. Fortunatamente la Fata Turchina fa tornare Pinocchio burattino com'era prima. Poi Pinocchio ritorna a casa da Geppetto e finalmente, dopo tante avventure, la Fata Turchina trasforma il vivace burattino in un bambino vero.

## Osservazioni
Il film inizia col protagonista che esce da dietro un sipario e saluta il pubblico come se stesse su un palcoscenico. Inizialmente vestito con un frac fa due capriole in aria: con la seconda si trasforma in Pinocchio. Poi, ormai nel personaggio, passa a presentare suo padre Geppetto anche lui uscendo da dietro il sipario. I due si abbracciano affettuosamente dopo di che tornano dietro il sipario e da lì comincia la vera storia.
Data la durata del film i fatti sono decisamente compressi. Pinocchio è anche più discolo dell’originale. Personaggi come la Fata Turchina (Lea Giunchi) e Mangiafuoco sono poco più che comparse. Un po’ più di spazio è dato a Il Gatto e la Volpe e a Lucignolo (interpretato da Natalino Guillaume, fratello del protagonista), mentre mancano completamente Mastro Ciliegia, le bugie dal naso lungo,  la casa sul lago, i medici, i conigli becchini, il tonno, la scuola, l’abecedario e, soprattutto, il Grillo Parlante. Anche in questo film, inoltre, non c’è la parte dedicata al paese delle api industriose. Geppetto (Augusto Mastripietri) appare dotato di una certa eleganza e non è pezzente come descritto da Collodi. Gli indiani (cannibali!) e i soldati canadesi furono un'invenzione di Antamoro.

## Distribuzione in Internet
Il 26 ottobre 2011, i primi 6 minuti del film sono stati caricati sul canale YouTube della Cineteca Milano. Il titolo del video riporta erroneamente il 1914 come data del film, mentre il video stesso riporta la data corretta, 1911.
Il 20 marzo 2020 il film è stato caricato in versione integrale, restaurata e sonorizzata dal MIC Lab, sul canale ufficiale Vimeo della Fondazione Cineteca Italiana.